# اچ‌دی ۸۹۷۴۴
اچ‌دی ۸۹۷۴۴ یک ستاره است که در صورت فلکی خرس بزرگ قرار دارد.